# ائورونومه ۷۹
سیارک ۷۹ (به انگلیسی: ۷۹ Eurynome) هفتاد و نهمین سیارک کشف شده‌است که در ۱۴ سپتامبر ۱۸۶۳ کشف شد.
قدر مطلق سیارک برابر ۷٫۹۶ است.